# Cavaso del Tomba
Cavàso del Tomba (Cavàs in veneto) è un comune italiano di 2 938 abitanti della provincia di Treviso in Veneto.
Si tratta di un comune sparso in quanto sede comunale è la frazione Caniezza.

## Origine del nome
Il toponimo è attestato per la prima volta in loco Capati (780), quindi de Cavaso (1076) e ancora de Cavasio (1152); sembra riflettere il nome personale latino Capatius.
La specifica è stata aggiunta all'indomani della grande guerra (R. D. 2 luglio 1922 n. 946) in ricordo dei combattimenti che interessarono l'area del monte Tomba.

## Storia
La prima citazione relativa a Cavaso (e al suo colmello Virago) è contenuta in un documento del 780, in cui il chierico Felice donava alla figlia dei terreni in loco Capati, vico Viriacus.
Sin dall'epoca medievale la pievania di Cavaso costituiva una sorte di federazione, detta Università, costituita da otto comuni (gli attuali colmelli con l'esclusione di Vettorazzi). Gravitava attorno alla città di Treviso e ne seguì le sorti sino al 1388 quando, come questa, fu definitivamente assoggettata alla Serenissima. Nello stesso periodo, fu soggetta al fenomeno dell'incastellamento e fu controllata dalla famiglia Collalto.
La stabilità politica che caratterizzò il periodo veneziano favorì le attività economiche, in particolare l'industria laniera. Il paese prosperò anche durante la guerra della Lega di Cambrai, grazie alla sua posizione defilata rispetto ai campi di battaglia.
Ben più gravi i danni provocati dal terremoto di Santa Costanza del 1695. 
Alla caduta della Repubblica di Venezia seguì il tormentato periodo napoleonico, che vide l'alternarsi delle amministrazioni francese e austriaca. Le guerre e la gravosa tassazione colpirono pesantemente la fiorente economia.
Nei decenni successivi Cavaso fu coinvolta solo marginalmente negli eventi storici (ad esempio, non partecipò ai moti del 1848). Ben più rilevante la grande guerra: dopo la rotta di Caporetto, il paese si ritrovò in prima linea e, semidistrutto, dovette essere sgomberato. I profughi poterono tornare solo all'inizio del 1919.
Durante la seconda guerra mondiale Cavaso fu teatro della Resistenza, che vide, tra l'altro, l'impiccagione di tredici partigiani arrestati durante l'operazione Piave

### Simboli
(R.D. 5 settembre 1929)
Il gonfalone è un drappo di azzurro.

## Società

### Evoluzione demografica
Abitanti censiti

### Etnie e minoranze straniere
Al 31 dicembre 2023 gli stranieri residenti nel comune erano 259, ovvero il 8,8% della popolazione. Di seguito sono riportati i gruppi più consistenti:
1. Macedonia 46
2. Marocco 45
3. India 28
4. Albania 26
5. Romania 24

## Economia
L’economia locale non ha abbandonato l’agricoltura: si coltivano cereali, ortaggi, foraggi, viti e frutteti. È praticato anche l’allevamento, soprattutto di bovini e avicoli. L’industria è rappresentata da aziende lattiero-casearie, fabbriche meccaniche, metalmeccaniche, tessili, di abbigliamento, di calzature, del legno, del vetro e di materiali da costruzione; a queste si affiancano mobilifici e imprese edili. Prodotti tipici della gastronomia locale sono: la frittata alle erbe, la “soppressa” (insaccato), la polenta con “osei”, le castagne.

## Geografia antropica

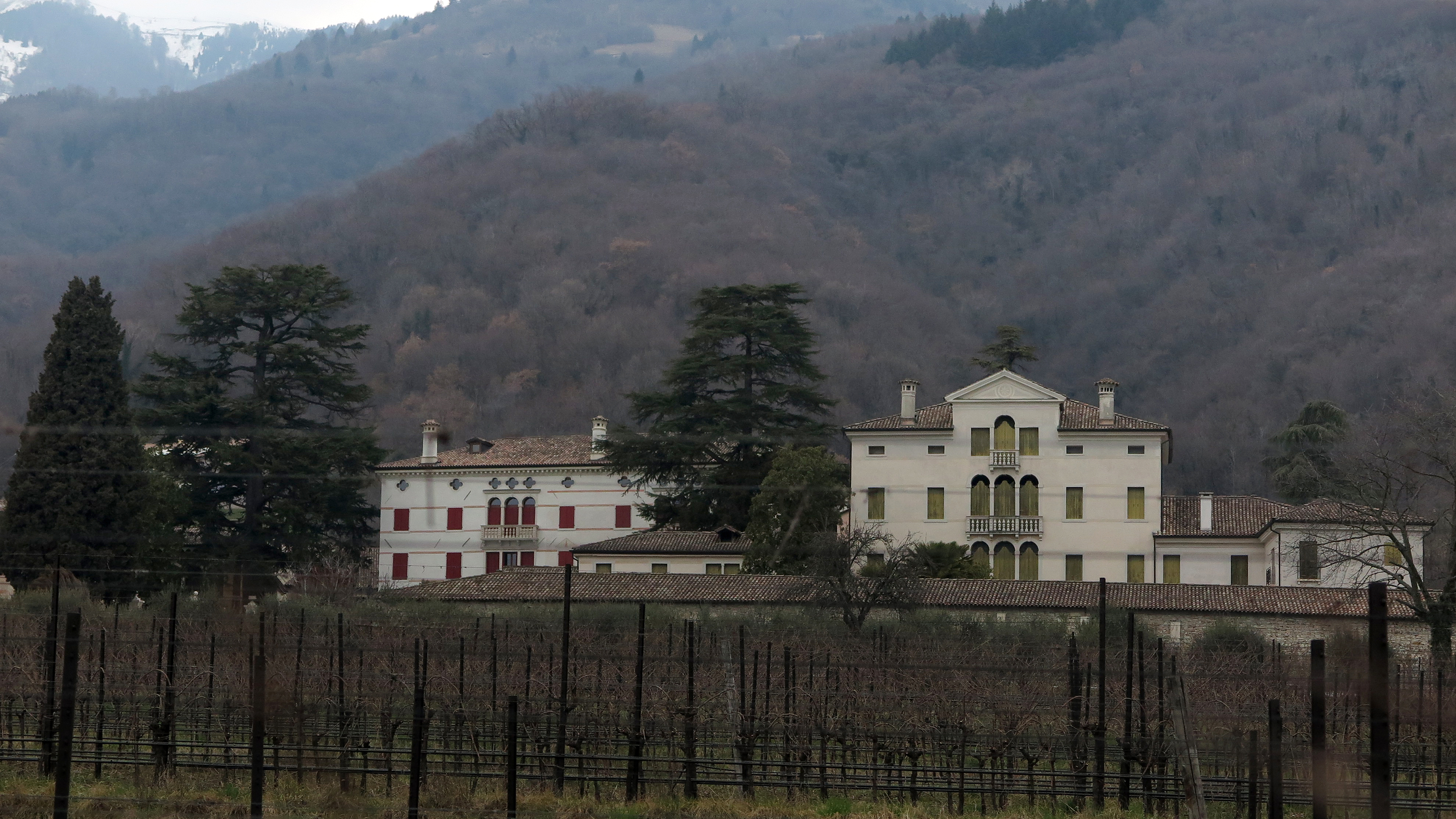
Villa Bianchi Premoli (a sinistra, XVII sec.) e Villa Bianchi Sertorio (XVIII sec.), a Obledo.

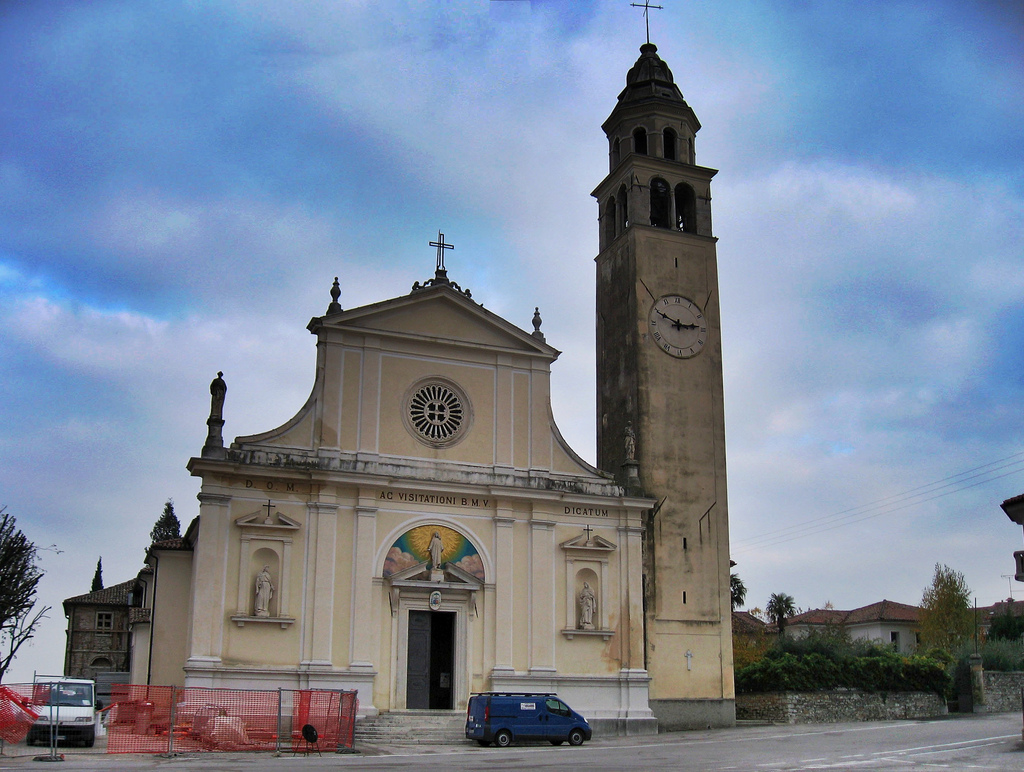
La parrocchiale di Pieve.

Il comune è suddiviso nove frazioni, definite "colmelli" dallo statuto comunale.
- Caniezza (in veneto Canieda) è l'abitato principale e sede del comune.[14]
- Capovilla:nucleo in continuità con Caniezza, a nordest di quest'ultima.

- Castelcies:sta sulle colline a sud del torrente Ponticello.
- Costalunga: altra località collinare, ad ovest di Castelcies.

- Granigo: villaggio ben raccolto, tra Vettorazzi e Virago.
- Obledo: la borgata più occidentale ( in veneto Oie), al confine con Possagno.

- Pieve: tra Capovilla e Vettorazzi, all'inizio della strada per il monte Tomba. Un tempo comprendeva anche Vettorazzi, dove si trova la chiesa parrocchiale della Visitazione (da cui il toponimo).

- Vettorazzi:subito ad est di Pieve.

- Virago: il villaggio più orientale, verso Pederobba.

## Infrastrutture e trasporti
All'altezza di Pederobba dalla Feltrina si dirama la strada "Valcavasia" che collega il paese a Possagno e infine a Bassano del Grappa. Cavaso del Tomba è collegata al centro di Montebelluna dalla linea n.191-192 di autobus della MOM: Montebelluna-Pederobba-Cavaso-Maser-Montebelluna.

## Amministrazione
| Periodo        | Periodo        | Primo cittadino     | Partito                  | Carica  | Note |
| -------------- | -------------- | ------------------- | ------------------------ | ------- | ---- |
| 13 giugno 2004 | 7 giugno 2009  | Massimo Damini      | lista civica             | Sindaco |      |
| 7 giugno 2009  | 26 maggio 2019 | Giuseppe Scriminich | lista civica             | Sindaco |      |
| 27 maggio 2019 | in carica      | Gino Rugolo         | Lega per Salvini premier | Sindaco |      |